# 光州大学校
光州大学校（クァンジュだいがっこう、英称: Gwangju University）は、光州市南区孝徳路52に本部を置く大韓民国の私立大学である。1981年に設置された。

## 歴史
光州大学校は1981年に設立した光州経商専門大学が始まり。設置者は金仁坤が運営する百忍学園であり、初代学長には 金仁坤が就任した。1983年、光州経商専門大学は4年制に昇格し、その後には 1985年、中央図書館が竣工する。1986年、学校法人が湖心学園に変更され、1988年、大学名が光州経商大学となる。1989年、総合大学に昇格、及び名称を光州大学校に改める。
1997年、外国語教育院を設置する。

## 組織

### 学部
- 保健福祉教育大学
  - 福祉教育系列
    - 社会福祉学部　青少年相談・生涯教育学科　幼児教育科

  - 保健医療系列
    - 看護学科　言語・心理治療学部　保健医療工学科　作業治療学科　代替医学学科　スポーツレジャー学科　保健医療管理学科　食品栄養学科　ビューティー美容学科
- 人文社会大学
  - 法政言論系列
    - 警察・法・行政学部　消防行政学科　サイバー捜査学科　新聞放送学科　観光イベント学科

  - 語文人文系列
    - 英語英文学科　日本語学科　中国語学科　韓国語教育科　文献情報学科　文芸創作科
- 経営大学
  - 経営系列
    - 経営学科　税務経営学科　グローバル経営学科　物流流通経営学科　不動産・金融学科

  - 観光系列
    - 観光学科　ホテル経営学科　スチュワーデス学科
- 工科大学
  - グリーンＩＴ系列
    - コンピュータ工学科　電気電子工学科　広通信工学科　情報通信学科　新再生エネルギー工学科

  - 都市建設系列
    - 土木工学科　建築学科（5年制）　建築工学科　都市計画・不動産学科
- 文化芸術大学
  - 芸術系列
    - 写真映像学科　視覚映像デザイン学科　産業デザイン学科　ジュエリーデザイン学科　インテリアデザイン学科　衣装デザイン学科　音楽学科　公演芸術武道学科

### 大学院
- 大学院（一般）
  - 修士課程
    - 経営学科　会計学科　e-ビジネス学科　国際通商学科　不動産金融学科　生涯教育学科　ホテル観光経営学科　警察学科　法学科　行政学科　新聞放送学科　幼児教育学科　文献情報学科　文芸創作学科
    - コンピュータ工学科　電子広通信工学科　情報通信工学科　土木工学科　環境工学科　建築工学科都市計画不動産学科　建築学科
    - デザイン学科　衣装学科　写真学科　音楽学科

  - 博士課程
    - 生涯教育学科　新聞放送学科　幼児教育学科　文芸創作学科　音楽学科　産業デザイン学科
    - 観光学科　警察・司法・行政学科　広情報通信工学科
- 社会福祉専門大学院
  - 社会学専攻　地域福祉専攻　社会福祉専攻　社会政策専攻　社会福祉政策専攻　社会産業方法論専攻　社会政策及び行政専攻
- 言論広報大学院
  - 言論学専攻　広告イベント学専攻